# تيدمرش (باركشير)
تيدمرش (بالإنجليزية: Tidmarsh)‏ هي قرية و أبرشية مدنية تقع في المملكة المتحدة في إنجلترا. يقدر عدد سكانها بـ 501 نسمة ومساحتها 7.02 كم2 .